# Stadio Anxo Carro
L'Estadio Anxo Carro è uno stadio di calcio situato sulla riva del fiume Miño, a Lugo, nella comunità autonoma di Galizia, in Spagna. Ospita le partite casalinghe del Club Deportivo Lugo, in Segunda División. Ha una capacità di 8.000 spettatori ed è stato inaugurato il 31 agosto 1974.

## Storia
Al momento dell'inaugurazione, il Lugo partecipava per la seconda volta alla Tercera División, e l'impianto contava 5.000 posti. L'inaugurazione si è svolta con un triangolare tra il CD Lugo stesso, il CD Lemos ed il Deportivo de La Coruña, vinto da quest'ultimo contro i padroni di casa.
Prende il nome Anxo Carro dal responsabile della costruzione del precedente stadio e grande promotore dello sport nella città galiziana, nonché presidente del Circulo de las Artes di Lugo.
Nel 2001 è stato completamente rinnovato e modernizzato, poiché era in stato di semi-rovina, a causa della scarsa manutenzione nel corso del tempo. Il progetto di ristrutturazione ha coinvolto le tre gradinate esistenti, portando la capacità a 4.800 posti, tutti a sedere.
Su questo campo, il 3 gennaio 2007, è stata giocata la finale di Copa Xunta de Galicia, tra CD Lugo e Celta Vigo, conclusasi per 3-2 a favore degli ospiti.
È inoltre il quarto impianto in Spagna per dimensioni del terreno di gioco, superato solamente dallo Stadio Martínez Valero, dall'Estadio Ciutat de València e dall'Iberostar Estadi.
Nel mese di giugno 2013 è stato annunciato l'avvio di nuovi lavori di ristrutturazione dello stadio. In particolare, verranno costruite delle coperture in acciaio per le tribune funzionali ad un futuro ampliamento della capienza dell'impianto sino ad un massimo di 8.000 posti.